# Mérőlombik

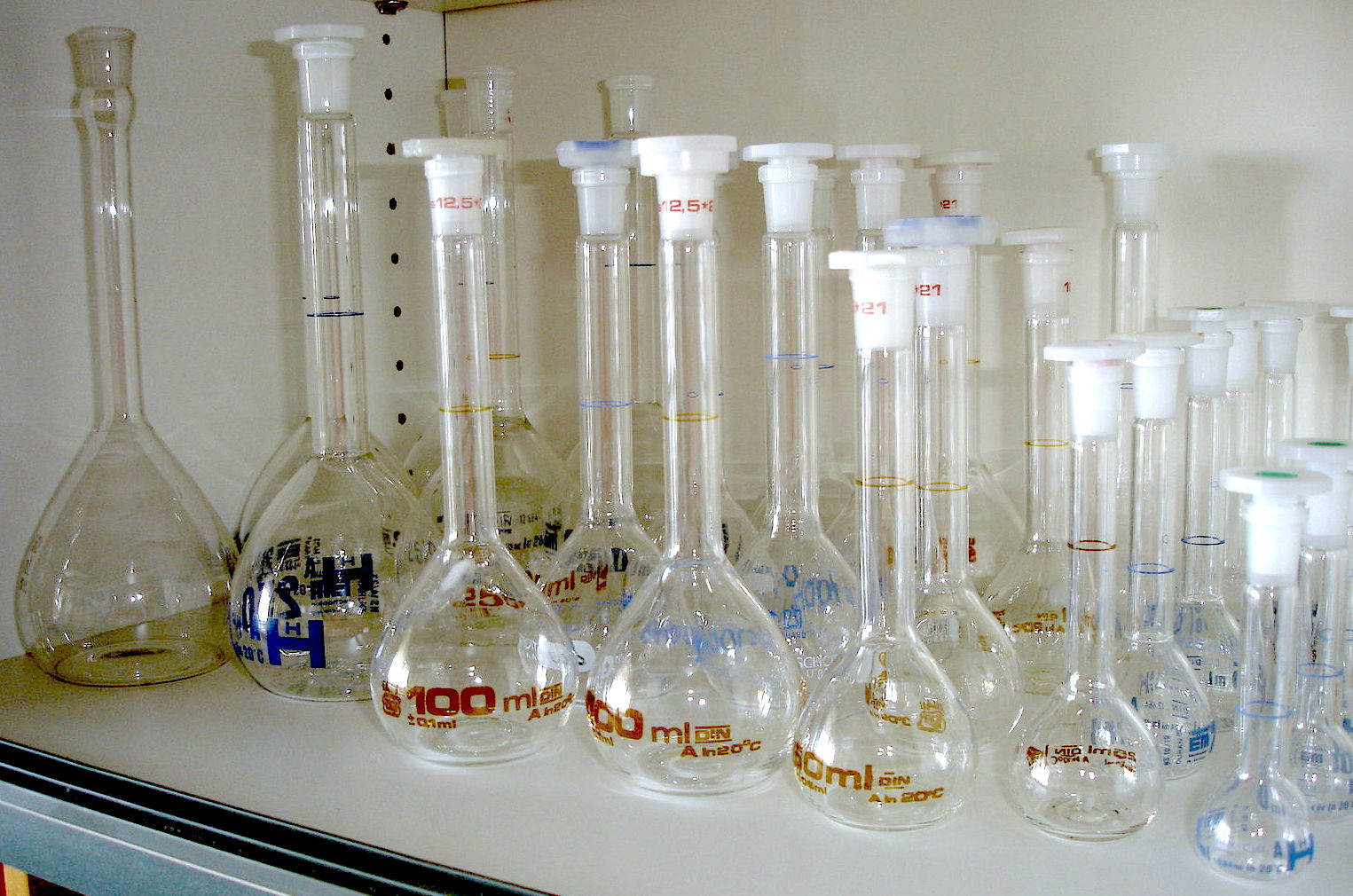
Különböző méretű mérőlombikok

A mérőlombik a laboratóriumi üvegedények egy típusa, amelyet az analitikai kémiában használnak, pontos térfogatú, illetve koncentrációjú oldatok készítésére. Általában üvegből, esetleg műanyagból készítik. Lapos feneke van, melyhez hosszú keskeny nyak kapcsolódik, mely ledugaszolható. A dugót általában kémiailag ellenálló műanyagból készítik, többek között polipropilénből vagy üvegből. A nyakon egyetlen gyűrű jelzés van, emellett egy címke is van rajta. A címkén feltüntetik a mérőlombik nominális térfogatát, ennek tűrésmezejét, illetve a mérőlombik kalibrációs hőmérsékletét, osztályát (a laboratóriumi üvegedényeket jóság szerint osztályozzák, lásd lentebb), a gyártó jelét és a gyártási szabványt. Általában átlátszó üvegből vagy műanyagból készítik, azonban egyes esetekben színezik, ha fényérzékeny anyagokkal, például ezüst-nitráttal vagy A-vitaminnal dolgoznak.
A mérőlombikok általában két szabványban készülnek, ezeket nevezzük A és B osztálynak. Az A osztálybeli mérőlombikok nagyobb pontosságúak (kevésbé torzítanak) s egyedi szériaszámmal rendelkeznek a nyomonkövethetőség érdekében. Ahol nincs szükség ilyen pontosságra, ott a B osztályú mérőlombikokat használják, főleg kvalitatív és oktatási célokra.
Leginkább ismert koncentrációjú oldatok készítésére használják. Például 1 mol/dm³ koncentrációjú konyhasó oldat készítésének tipikus menete, hogy egy főzőpohárba bemérünk 58,4 g (1 mól) nátrium-kloridot, feloldjuk desztillált vízzel, majd ezt átvisszük egy 1 dm³-es mérőlombikba és desztillált vízzel jelre állítjuk. A meniszkusz láthatóbbá tehető egy fekete lapnak a mérőlombik mögé helyezésével. Ezután bedugaszoljuk a mérőlombik nyakát, majd az egész lombikot többször feje tetejére állítva (a dugót állandóan fogva) rázogatjuk az oldat homogenizálása érdekében. Kellő óvatossággal kell eljárni a töményebb oldatok elegyítése esetében, mivel a térfogati additivitás nem mindig érvényes. Ez azt jelentik, hogy 500 ml oldathoz 500 ml desztillált vizet adva nem feltétlenül kapunk 1000 ml oldatot (ha többet, akkor térfogati dilatációról, ha kevesebbet, akkor térfogati kontrakcióról beszélünk). Jellemzően ilyen folyamat az etanol hígítása vízzel.

## Fordítás
- Ez a szócikk részben vagy egészben  a   Volumetric flask című angol Wikipédia-szócikk ezen változatának fordításán alapul.  Az eredeti cikk szerkesztőit annak laptörténete sorolja fel. Ez a jelzés csupán a megfogalmazás eredetét és a szerzői jogokat jelzi, nem szolgál a cikkben szereplő információk forrásmegjelöléseként.